# Future Lover
Future Lover – singel ormiańskiej piosenkarki Brunette wydany 15 marca 2023. Utwór reprezentował Armenię w 67. Konkursie Piosenki Eurowizji (2023).

## Lista utworów
| Digital download / media strumieniowe | Digital download / media strumieniowe | Digital download / media strumieniowe |
| Nr                                    | Tytuł utworu                          | Długość                               |
| ------------------------------------- | ------------------------------------- | ------------------------------------- |
| 1.                                    | „Future Lover”                        | 2:46                                  |

## Pozycje na listach
| Notowanie (2023)                        | Najwyższa pozycja |
| --------------------------------------- | ----------------- |
| Armenia (Apple Music)                   | 1                 |
| Armenia (iTunes)                        | 1                 |
| Armenia (iTunes: Pop Top 200)           | 2                 |
| Australia (Spotify Viral)               | 44                |
| Austria (Apple Music)                   | 127               |
| Austria (Apple Music: Pop Top 200)      | 50                |
| Austria (Spotify Viral)                 | 34                |
| Azerbejdżan (Apple Music: Pop Top 200)  | 122               |
| Belgia (Spotify Viral)                  | 39                |
| Belgia (Apple Music: Pop Top 200)       | 40                |
| Białoruś (Apple Music)                  | 47                |
| Białoruś (Apple Music: Pop Top 200)     | 28                |
| Białoruś (Spotify Viral)                | 37                |
| Chorwacja (Apple Music)                 | 87                |
| Chorwacja (Apple Music: Pop Top 200)    | 38                |
| Cypr (Apple Music)                      | 32                |
| Cypr (Apple Music: Pop Top 200)         | 13                |
| Czechy (Spotify Viral)                  | 16                |
| Czechy (iTunes)                         | 24                |
| Czechy (iTunes: Pop Top 200)            | 12                |
| Dania (Spotify Viral)                   | 40                |
| Estonia (Spotify Viral)                 | 35                |
| Estonia (Apple Music)                   | 29                |
| Estonia (Apple Music: Pop Top 200)      | 19                |
| Grecja (Spotify Viral)                  | 21                |
| Hiszpania (Spotify Viral)               | 16                |
| Hiszpania (Apple Music: Pop Top 200)    | 37                |
| Holandia (Spotify Viral)                | 38                |
| Islandia (Spotify Viral)                | 14                |
| Islandia (Apple Music: Pop Top 200)     | 127               |
| Irlandia (Spotify Viral)                | 49                |
| Izrael (iTunes)                         | 5                 |
| Izrael (Spotify Viral)                  | 22                |
| Litwa (Spotify Viral)                   | 19                |
| Łotwa (Apple Music: Pop Top 200)        | 127               |
| Malta (Apple Music)                     | 157               |
| Malta (Apple Music: Pop Top 200)        | 78                |
| Norwegia (Spotify Viral)                | 47                |
| Polska (iTunes)                         | 8                 |
| Polska (Spotify Viral)                  | 5                 |
| Rumunia (Spotify Viral)                 | 65                |
| Serbia (Apple Music)                    | 36                |
| Serbia (Apple Music: Pop Top 200)       | 15                |
| Słowenia (Apple Music)                  | 51                |
| Słowenia (Apple Music: Pop Top 200)     | 29                |
| Szwecja (Apple Music)                   | 49                |
| Szwecja (Apple Music: Pop Top 200)      | 33                |
| Szwecja (Spotify Viral)                 | 46                |
| Ukraina (Spotify Viral)                 | 25                |
| Tadżykistan (Apple Music)               | 137               |
| Tadżykistan (Apple Music: Pop Top 200)  | 52                |
| Turkmenistan (Apple Music: Pop Top 200) | 180               |
| Wielka Brytania (Spotify Viral)         | 37                |
| Włochy (Spotify Viral)                  | 30                |